# Audrey Powers
 Audrey Powers ( Kent, Washington, Estados Unidos c. 1965-1970) es una aviadora, empresaria e ingeniera aeroespacial estadounidense que en la actualidad es la vicepresidenta de operaciones de vuelo de la compañía Blue Origin.

## Biografía
Nació en el estado de Washington, en los Estados Unidos, de familia de origen caucásico donde es una ávida aviadora y es una experimentada ingeniera aeroespacial y en donde es muy reservada y mantiene su vida familiar en sumo secreto.

### Carrera profesional
En el año 2013, se unió a Blue Origin para manejar todo el mantenimiento del vehículo, el lanzamiento, el aterrizaje y la infraestructura de soporte en tierra para las operaciones de vuelo de The New Shepard. También es abogada que se desempeñó como ingeniera durante casi una década antes de dedicarse a la abogacía.
Como ingeniera de orientación y controles, fue controladora de vuelo para la NASA con 2.000 horas de tiempo de consola en Control de Misión para el “Programa de la Estación Espacial Internacional”.
También ha desempeñado un papel principal en el proceso de varios años para certificar New Shepard para vuelo humano. Antes de comenzar el equipo de Operaciones de Vuelo y Misión de New Shepard, Powers trabajó como Consejera General Adjunto y Vicepresidenta de Blue Origin.
Participó en el vuelo realizado el 13 de octubre del 2021 en donde viajó con el actor canadiense William Shatner, donde este último se convirtió en la persona de mayor edad en viajar al espacio.